# Velká cena Německa silničních motocyklů
Velká cena Německa silničních motocyklů je motocyklový závod, který se koná od roku 1925 a od roku 1952 je součástí mistrovství světa silničních motocyklů. Od roku 1998 se koná na okruhu Sachsenring poblíž města Hohenstein-Ernstthal v německé spolkové zemi Sasko.

## Vítězové Grand Prix silničních motocyklů – Německo
Růžové pozadí ukazuje událost, která nebyla součástí Prix silničních motocyklů Racing Championship.
| Rok  | Trať        | 125 cc                               | Moto2                                | Moto GP                              | Report                               |
| ---- | ----------- | ------------------------------------ | ------------------------------------ | ------------------------------------ | ------------------------------------ |
| 2025 | Sachsenring | Ángel Piqueras                       | Deniz Öncü                           | Marc Márquez                         | Report                               |
| 2024 | Sachsenring | David Alonso                         | Fermín Aldeguer                      | Francesco Bagnaia                    | Report                               |
| 2023 | Sachsenring | Deniz Öncü                           | Pedro Acosta                         | Jorge Martín                         | Report                               |
| 2022 | Sachsenring | Izan Guevara                         | Augusto Fernández                    | Fabio Quartararo                     | Report                               |
| 2021 | Sachsenring | Pedro Acosta                         | Remy Gardner                         | Marc Márquez                         | Report                               |
| 2020 | Sachsenring | Závod zrušen kvůli pandemii COVID-19 | Závod zrušen kvůli pandemii COVID-19 | Závod zrušen kvůli pandemii COVID-19 | Závod zrušen kvůli pandemii COVID-19 |
| 2019 | Sachsenring | Lorenzo Dalla Porta                  | Álex Márquez                         | Marc Márquez                         | Report                               |
| 2018 | Sachsenring | Jorge Martín                         | Brad Binder                          | Marc Márquez                         | Report                               |
| 2017 | Sachsenring | Joan Mir                             | Franco Morbidelli                    | Marc Márquez                         | Report                               |
| 2016 | Sachsenring | Khairul Idham Pawi                   | Johann Zarco                         | Marc Márquez                         | Report                               |
| 2015 | Sachsenring | Danny Kent                           | Xavier Siméon                        | Marc Márquez                         | Report                               |
| 2014 | Sachsenring | Jack Miller                          | Dominique Aegerter                   | Marc Márquez                         | Report                               |
| 2013 | Sachsenring | Álex Rins                            | Jordi Torres                         | Marc Márquez                         | Report                               |
| 2012 | Sachsenring | Sandro Cortese                       | Marc Márquez                         | Daniel Pedrosa                       | Report                               |
| 2011 | Sachsenring | Hector Faubel                        | Marc Márquez                         | Daniel Pedrosa                       | Report                               |
| 2010 | Sachsenring | Marc Márquez                         | Toni Elías                           | Daniel Pedrosa                       | Report                               |
| Rok  | Trať        | 125 cc                               | 250 cc                               | Moto GP                              | Report                               |
| 2009 | Sachsenring | Julián Simón                         | Marco Simoncelli                     | Valentino Rossi                      | Report                               |
| 2008 | Sachsenring | Mike Di Meglio                       | Marco Simoncelli                     | Casey Stoner                         | Report                               |
| 2007 | Sachsenring | Gábor Talmácsi                       | Hiroši Aojama                        | Daniel Pedrosa                       | Report                               |
| 2006 | Sachsenring | Mattia Pasini                        | Juki Takahaši                        | Valentino Rossi                      | Report                               |
| 2005 | Sachsenring | Mika Kallio                          | Daniel Pedrosa                       | Valentino Rossi                      | Report                               |
| 2004 | Sachsenring | Roberto Locatelli                    | Daniel Pedrosa                       | Max Biaggi                           | Report                               |
| 2003 | Sachsenring | Stefano Perugini                     | Roberto Rolfo                        | Sete Gibernau                        | Report                               |
| 2002 | Sachsenring | Arnaud Vincent                       | Marco Melandri                       | Valentino Rossi                      | Report                               |
| Rok  | Trať        | 125 cc                               | 250 cc                               | 500 cc                               | Report                               |
| 2001 | Sachsenring | Simone Sanna                         | Marco Melandri                       | Max Biaggi                           | Report                               |
| 2000 | Sachsenring | Jóiči Ui                             | Olivier Jacque                       | Alex Barros                          | Report                               |
| 1999 | Sachsenring | Marco Melandri                       | Valentino Rossi                      | Kenny Roberts, Jr.                   | Report                               |
| 1998 | Sachsenring | Tomomi Manako                        | Tecuja Harada                        | Michael Doohan                       | Report                               |
| 1997 | Nürburgring | Valentino Rossi                      | Tecuja Harada                        | Michael Doohan                       | Report                               |
| 1996 | Nürburgring | Masaki Tokudome                      | Ralf Waldmann                        | Luca Cadalora                        | Report                               |
| 1995 | Nürburgring | Haručika Aoki                        | Max Biaggi                           | Daryl Beattie                        | Report                               |
| 1994 | Hockenheim  | Dirk Raudies                         | Loris Capirossi                      | Michael Doohan                       | Report                               |
| 1993 | Hockenheim  | Dirk Raudies                         | Doriano Romboni                      | Daryl Beattie                        | Report                               |
| 1992 | Hockenheim  | Bruno Casanova                       | Pierfrancesco Chili                  | Michael Doohan                       | Report                               |
| 1991 | Hockenheim  | Ralf Waldmann                        | Helmut Bradl                         | Kevin Schwantz                       | Report                               |

| Rok  | Trať                     | 80 cc                | 125 cc              | 250 cc              | 350 cc            | 500 cc            | Report |
| ---- | ------------------------ | -------------------- | ------------------- | ------------------- | ----------------- | ----------------- | ------ |
| 1990 | Nürburgring              |                      | Doriano Romboni     | Wilco Zeelenberg    |                   | Kevin Schwantz    | Report |
| 1989 | Hockenheim               | Peter Öttl           | Àlex Crivillé       | Sito Pons           |                   | Wayne Rainey      | Report |
| 1988 | Nürburgring              | Jorge Martínez       | Ezio Gianola        | Luca Cadalora       |                   | Kevin Schwantz    | Report |
| 1987 | Hockenheim               | Gerhard Waibel       | Fausto Gresini      | Anton Mang          |                   | Eddie Lawson      | Report |
| 1986 | Nürburgring              | Manuel Herreros      | Luca Cadalora       | Carlos Lavado       |                   | Eddie Lawson      | Report |
| 1985 | Hockenheim               | Stefan Dörflinger    | August Auinger      | Martin Wimmer       |                   | Christian Sarron  | Report |
| 1984 | Nürburgring              | Stefan Dörflinger    | Ángel Nieto         | Christian Sarron    |                   | Freddie Spencer   | Report |
| Rok  | Trať                     | 50 cc                | 125 cc              | 250 cc              | 350 cc            | 500 cc            | Report |
| 1983 | Hockenheim               | Stefan Dörflinger    | Ángel Nieto         | Carlos Lavado       |                   | Kenny Roberts     | Report |
| 1982 | Hockenheim               | Eugenio Lazzarini    |                     | Anton Mang          | Manfred Herweh    | Randy Mamola      | Report |
| 1981 | Hockenheim               | Stefan Dörflinger    | Ángel Nieto         | Anton Mang          | Anton Mang        | Kenny Roberts     | Report |
| 1980 | Nürburgring Nordschleife | Stefan Dörflinger    | Guy Bertin          | Kork Ballington     | Jon Ekerold       | Marco Lucchinelli | Report |
| 1979 | Hockenheim               | Gerhard Waibel       | Ángel Nieto         | Kork Ballington     | Jon Ekerold       | Wil Hartog        | Report |
| 1978 | Nürburgring Nordschleife | Ricardo Tormo        | Ángel Nieto         | Kork Ballington     | Takazumi Katajama | Virginio Ferrari  | Report |
| 1977 | Hockenheim               | Herbert Rittberger   | Pier Paolo Bianchi  | Christian Sarron    | Takazumi Katajama | Barry Sheene      | Report |
| 1976 | Nürburgring Nordschleife | Ángel Nieto          | Anton Mang          | Walter Villa        | Walter Villa      | Giacomo Agostini  | Report |
| 1975 | Hockenheim               | Ángel Nieto          | Paolo Pileri        | Walter Villa        | Johnny Cecotto    | Giacomo Agostini  | Report |
| 1974 | Nürburgring Nordschleife | Ingo Emmerich        | Fritz Reitmaier     | Helmut Kassner      | Helmut Kassner    | Edmund Czihak     | Report |
| 1973 | Hockenheim               | Theo Timmer          | Kent Andersson      | Jarno Saarinen      | Teuvo Länsivuori  | Phil Read         | Report |
| 1972 | Nürburgring Nordschleife | Jan de Vries         | Gilberto Parlotti   | Hideo Kanaja        | Jarno Saarinen    | Giacomo Agostini  | Report |
| 1971 | Hockenheim               | Jan de Vries         | Dave Simmonds       | Phil Read           | Giacomo Agostini  | Giacomo Agostini  | Report |
| 1970 | Nürburgring Nordschleife | Ángel Nieto          | John Dodds          | Kel Carruthers      | Giacomo Agostini  | Giacomo Agostini  | Report |
| 1969 | Hockenheim               | Aalt Toersen         | Dave Simmonds       | Kent Andersson      | Giacomo Agostini  | Giacomo Agostini  | Report |
| 1968 | Nürburgring Südschleife  | Hans-Georg Anscheidt | Phil Read           | Bill Ivy            | Giacomo Agostini  | Giacomo Agostini  | Report |
| 1967 | Hockenheim               | Hans-Georg Anscheidt | Jošimi Katajama     | Ralph Bryans        | Mike Hailwood     | Giacomo Agostini  | Report |
| 1966 | Hockenheim               | Hans-Georg Anscheidt | Luigi Taveri        | Mike Hailwood       | Mike Hailwood     | Jim Redman        | Report |
| 1965 | Nürburgring Südschleife  | Ralph Bryans         | Hugh Anderson       | Phil Read           | Giacomo Agostini  | Mike Hailwood     | Report |
| 1964 | Solitude                 | Ralph Bryans         | Jim Redman          | Phil Read           | Jim Redman        | Mike Hailwood     | Report |
| 1963 | Hockenheim               | Hugh Anderson        | Ernst Degner        | Tarquinio Provini   | Jim Redman        |                   | Report |
| 1962 | Solitude                 | Ernst Degner         | Luigi Taveri        | Jim Redman          |                   |                   | Report |
| 1961 | Hockenheim               |                      | Ernst Degner        | Kunimicu Takahaši   | František Šťastný | Gary Hocking      | Report |
| 1960 | Solitude                 |                      |                     | Gary Hocking        |                   | John Surtees      | Report |
| 1959 | Hockenheim               |                      | Carlo Ubbiali       | Carlo Ubbiali       | John Surtees      | John Surtees      | Report |
| 1958 | Nürburgring Nordschleife |                      | Carlo Ubbiali       | Tarquinio Provini   | John Surtees      | John Surtees      | Report |
| 1957 | Hockenheim               |                      | Carlo Ubbiali       | Carlo Ubbiali       | Libero Liberati   | Libero Liberati   | Report |
| 1956 | Solitude                 |                      | Romolo Ferri        | Carlo Ubbiali       | Bill Lomas        | Reg Armstrong     | Report |
| 1955 | Nürburgring Nordschleife |                      | Carlo Ubbiali       | Hermann Paul Müller | Bill Lomas        | Geoff Duke        | Report |
| 1954 | Solitude                 |                      | Rupert Hollaus      | Werner Haas         | Ray Amm           | Geoff Duke        | Report |
| 1953 | Schottenring             |                      | Carlo Ubbiali       | Werner Haas         | Carlos Bandirola  | Walter Zeller     | Report |
| 1952 | Solitude                 |                      | Werner Haas         | Rudi Felgenheier    | Reg Armstrong     | Reg Armstrong     | Report |
| 1951 | Solitude                 |                      | Hermann Paul Müller | Enrico Lorenzetti   | Geoff Duke        | Geoff Duke        | Report |

| Rok  | Trať                               | 175 cc           | 250 cc             | 350 cc             | 500 cc             | Report |
| ---- | ---------------------------------- | ---------------- | ------------------ | ------------------ | ------------------ | ------ |
| 1939 | Sachsenring                        |                  | Nello Pagani       | Walter Hamelehle   | Dorino Serafini    | Report |
| 1938 | Sachsenring                        |                  | Ewald Kluge        | John White         | Georg Meier        | Report |
| 1937 | Sachsenring                        |                  | Ewald Kluge        | Harold Daniell     | Karl Gall          | Report |
| 1936 | Sachsenring (Hohenstein-Ernstthal) |                  | H. G. Tyrell Smith | Freddie Frith      | Jimmie Guthrie     | Report |
| 1935 | Sachsenring (Hohenstein-Ernstthal) |                  | Walfried Winkler   | Walter Rusk        | Jimmie Guthrie     | Report |
| 1934 | Sachsenring (Hohenstein-Ernstthal) |                  | H. G. Tyrell Smith | Jimmie Simpson     | Otto Ley           | Report |
| 1933 | AVUS                               |                  | Charlie Dodson     | Ernst Loof         | Josef Stelzer      | Report |
| 1932 |                                    |                  |                    |                    |                    |        |
| 1931 | Nürburgring Full                   |                  | Elvetio Toricelli  | H. G. Tyrell Smith | Stanley Woods      | Report |
| 1930 | Nürburgring Full                   |                  | Les Crabtree       | Jimmie Guthrie     | Graham Walker      | Report |
| 1929 | Nürburgring Full                   | Arthur Geiß      | Syd Crabtree       | Wal L. Handley     | H. G. Tyrell Smith | Report |
| 1928 | Nürburgring Full                   | Arthur Geiß      | Syd Crabtree       | Pietro Ghersi      | Charlie Dodson     | Report |
| 1927 | Nürburgring Full                   | Willy Henkelmann | Cecil Ashby        | Jimmie Simpson     | Graham Walker      | Report |
| 1926 | AVUS                               | Kurt Friedrich   | Jock Porter        | Jimmie Simpson     | Josef Stelzer      | Report |
| 1925 | AVUS                               | Willy Zick       | Cecil Ashby        | Miro Maffeis       | Paul Köppen        | Report |

## Vítězové Grand Prix silničních motocyklů – NDR
'Růžové pozadí ukazuje událost, která nebyla součástí Prix silničních motocyklů Racing Championship.
| Rok  | Trať        | 50 cc        | 125 cc        | 250 cc         | 350 cc           | 500 cc            | Report |
| ---- | ----------- | ------------ | ------------- | -------------- | ---------------- | ----------------- | ------ |
| 1972 | Sachsenring | Theo Timmer  | Börje Jansson | Jarno Saarinen | Phil Read        | Giacomo Agostini  | Report |
| 1971 | Sachsenring | Ángel Nieto  | Ángel Nieto   | Dieter Braun   | Giacomo Agostini | Giacomo Agostini  | Report |
| 1970 | Sachsenring | Aalt Toersen | Ángel Nieto   | Rod Gould      | Giacomo Agostini | Giacomo Agostini  | Report |
| 1969 | Sachsenring | Ángel Nieto  | Dave Simmonds | Renzo Pasolini | Giacomo Agostini | Giacomo Agostini  | Report |
| 1968 | Sachsenring |              | Phil Read     | Bill Ivy       | Giacomo Agostini | Giacomo Agostini  | Report |
| 1967 | Sachsenring |              | Bill Ivy      | Phil Read      | Mike Hailwood    | Giacomo Agostini  | Report |
| 1966 | Sachsenring |              | Luigi Taveri  | Mike Hailwood  | Giacomo Agostini | František Šťastný | Report |
| 1965 | Sachsenring |              | Frank Perris  | Jim Redman     | Jim Redman       | Mike Hailwood     | Report |
| 1964 | Sachsenring |              | Hugh Anderson | Phil Read      | Jim Redman       | Mike Hailwood     | Report |
| 1963 | Sachsenring |              | Hugh Anderson | Mike Hailwood  | Mike Hailwood    | Mike Hailwood     | Report |
| 1962 | Sachsenring | Jan Huberts  | Luigi Taveri  | Jim Redman     | Jim Redman       | Mike Hailwood     | Report |
| 1961 | Sachsenring |              | Ernst Degner  | Mike Hailwood  | Gary Hocking     | Gary Hocking      | Report |
| 1960 | Sachsenring |              | Ernst Degner  | John Hempleman | Jim Redman       | John Hempleman    | Report |
| 1959 | Sachsenring |              | Werner Musiol | Gary Hocking   | John Hempleman   | Gary Hocking      | Report |
| 1958 | Sachsenring |              | Ernst Degner  | Horst Fügner   | Luigi Taveri     | Dickie Dale       | Report |